# 黄梅兴
黄梅兴（1897年7月21日—1937年8月14日），字敬中，广东平远县东石镇坳上村人。毕业于黄埔军校一期，国民革命军陆军第9集团军第88师第264旅少将旅长，中国抗日战场第一个阵亡的高级将领，后被追授陆军中将。与中国人民解放军徐向前元帅、陈赓大将是同窗，与中华民国国军杜聿明、黄维、宋希濂、孙元良等著名将领关系甚密。
黄梅兴自幼家境贫寒，靠租种土地和挑担度日，后考入县立平远中学初中部就读，因贫辍学，任小学教员。1921年辞职赴广州就读宪兵学校，毕业后加入粤军第一师，开始戎马生涯。

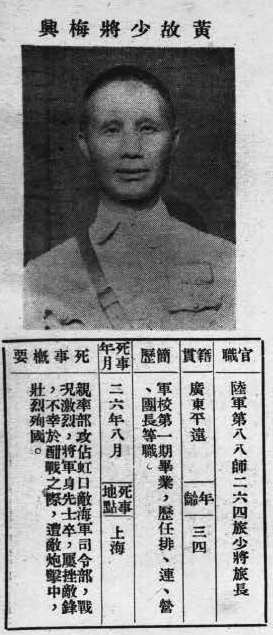
《抗戰軍人忠烈錄》（第一輯）中的黃梅興烈士遺像

## 早年
黄梅兴早年家境贫寒，十岁才入学读书。1907年秋考入县立平远中学初中部就读，两年后因家境辍学，担任村中小学的教员。
1921年，辞职赴广州就读宪兵学校，毕业后加入粤军第一师，担任广东宪兵司令部第一队司务长，广东讨贼军第一师第三团上士。
1924年5月，粤军第一师第三团团长邓演达保荐投考黄埔军校，如黄埔军校第一期第四队学习。后任黄埔军校教导团第一营副连长、国民革命军北伐东路军第二师六团副营长。
1925年参加第一次东征，黄梅兴属黄埔军校学生军教导团，任建国粤军二军薛岳团部见习排长，在揭西棉湖战役中，因作勇敢升任连长。
1925年10月上旬，参加国民革命军第二次东征， 黄梅兴在兴宁合水战役再次立功，即提拔为第十四师第四十团第三营营长。东征结束驻防梅县，并与家中的童养媳赖伴梅结婚。后任黄埔军校第六期大队长。
1926年7月，国民革命军北伐。江西乐化车站，黄梅兴与孙传芳部孟昭月部作战时身负枪伤，入院治疗。伤愈后奉命招募新兵。
1928年春，任第四军教导第一师政治部主任，随军北伐。后任总司令部征募处第二区主任，驻苏皖边境征募。当年10月调任中央军事政治学校第七期学生中队长。
1930年春；升任国军陆军第45师266团团长，驻苏属实应、淮阴；皖属泗阳、宿迁二带。当年9月，任国民政府警卫旅第6团长。
1931年1月，黄梅兴任陆军88师264旅528团团长。后在上海的 “一·二八”之役中，率部配合蔡廷锴所部十九路军、黄长治部第五军作战，以功擢升为264旅旅长，驻防鄂西。
1933年11月，率部入闽，后转赣围剿苏区。1935年至1936年间，在皖南和川东一代驻防，后调回南京训练。

## 抗战
卢沟桥事变后，黄梅兴奉令移驻淞沪地区，并在随后参与庐山会议。
1937年8月11日， 黄梅兴部由镇江开往上海江湾大场一带驻防，以御日军侵袭。
8月13日淞沪会战伊始，日军从天通庵、横浜桥跨越淞沪铁路冲到宝山路口，被264旅击退。黄梅兴部在随后的反击中连续破日军十余个碉堡。次日下午6时，进攻爱国女校日军堡垒时，黄梅兴在八字桥附近被日军迫击炮弹击中殉国，时年40岁 一同殉国的还有旅部参谋主任邓洸中校及通讯排官兵30余人。

## 殁后
黄梅兴殉国后，上海各界深表哀悼。国民政府在南京的中国殡仪馆设灵堂悼念。
蒋介石慰勉其遗孀，并派人安顿其家人生活。国民政府追授黄梅兴陆军中将。其遗体由夫人赖伴梅、儿子黄崇武护送至南京雨花台落葬。夫人亲写挽联：“马革裹尸还，是男儿得意收场；可怜母殁半年，瞑目尚多身后事。鹃声啼血尽，痛夫子抬魂不返；最苦孤生匝月，伤心犹剩未亡人”。
1938年3月12日，毛泽东在延安纪念孙中山逝世１３周年及追悼抗日阵亡将士大会上高度评价黄梅兴、姚子青等抗日烈士“全国人民崇高伟大的模范”。
1939年，黄梅兴入祀县城忠烈祠。  
1944年，为示纪念，其家乡东石开办“平远县立梅兴初级农业学校”。1947年，与子青学校合并为“广东省立梅青学校”。
1957年，平远县人民政府新建烈士陵园。民政部追认黄梅兴为革命烈士。
1985年，中央军委副主席、黄埔军校同学会会长徐向前元帅发表《谈发扬黄埔精神》讲话，高度评价黄梅兴等在抗日战争中“为中华民族的解放事业建立了不朽功勋”。
1985年6月，平远县把城镇中学更名为“梅青中学”。
2004年8月12日，上海纪念“八·一三”淞沪会战67周年，黄梅兴将军的塑像被安放在上海奉贤海滨的“人文之林”海上名人纪念园。 